# Griselda (miniserie)
Griselda es una miniserie de televisión de drama criminal estadounidense estrenada en Netflix en 2024, dirigida por Andrés Baiz y producida por Eric Newman y Sofía Vergara. Está basada en la vida de Griselda Blanco, una narcotraficante colombiana. 
La miniserie se estrenó en Netflix el 25 de enero de 2024.

## Reparto
- Sofía Vergara como Griselda Blanco
- Ernesto Alterio como Fernando Bravo
- Vanessa Ferlito como Carmen
- Alberto Ammann como Alberto Bravo
- Alberto Guerra como Darío
- Karol G como Carla
- Christian Tappan como Arturo
- Diego Trujillo como Germán Panesso
- Paulina Dávila como Isabel
- Gabriel Sloyer como Díaz
- Juliana Aidén Martinez como June
- Martín Rodríguez como Rivi
- Aurora Cossio como Estela
- José Zúñiga como Amilcar
- Maximiliano Hernández como Papo Mejía
- Julieth Restrepo como Marta Ochoa

## Producción

### Desarrollo
El 3 de noviembre de 2021 se informó que Netflix está desarrollando una nueva miniserie de drama criminal basada en la vida de la narcotraficante Griselda Blanco. La miniserie será producida por Eric Newman, Sofía Vergara y Luis Balaguer para Latin World Entertainment. El nativo colombiano Baiz dirigirá todos los episodios. Doug Miro, Andrés Baiz y Carlo Bernard, quienes forman parte del equipo creativo de Narcos, serán productores ejecutivos e Ingrid Escajeda actuará como showrunner. El 19 de enero de 2022, Netflix lanzó una primera foto de Sofía Vergara como «La madrina de la cocaína» en la vida real, Griselda Blanco, de la próxima serie limitada. También reveló 12 miembros del elenco, incluido Vanessa Ferlito y Juliana Aidén Martinez. El reparto también incluye a Alberto Guerra, Alberto Ammann, Christian Tappan, Diego Trujillo, Paulina Dávila, Gabriel Sloyer, Martín Rodríguez, José Zúñiga, Maximiliano Hernández y Julieth Restrepo.